# فورکان زوربا
فورکان زوربا (انگلیسی: Furkan Zorba؛ زادهٔ ۲۵ فوریهٔ ۱۹۹۸) بازیکن فوتبال اهل آلمان است.
از باشگاه‌هایی که در آن بازی کرده‌است می‌توان به باشگاه فوتبال اسنابروک اشاره کرد.
وی همچنین در تیم ملی فوتبال Turkey U19 بازی کرده‌است.